# 1959 год в истории железнодорожного транспорта
1959 год в истории железнодорожного транспорта

## События
- В Чехии открыта Детская (пионерская) железная дорога в Пльзне.
- 2 июня — крушение на станции Минино (Красноярский край). Грузовой поезд из-за неверного показания светофора врезался в хвост стоящего на станции наливного. Возник пожар, который перекинулся на стоящий рядом пассажирский поезд. Среди погибших около 56 детей из Хакасии.
- 14 июля в соответствии с приказом Совета Министров СССР № 748 от 13.07.1959 и приказа МПС № 42 от 14.07.1959 образована Московская железная дорога.
- 1 августа указом Президиума Верховного Совета СССР 195 лучшим работникам железнодорожного транспорта присвоено звание Герой Социалистического Труда.
- 29 сентября открыто движение по электрифицированому участку Новоиерусалимская — Волоколамск Рижского направления Московской железной дороги.
- 1 октября на Рязанском направлении Московской железной дороги в Коломну из Москвы пришла первая электричка, заменившая паровозную тягу.
- Печорская железная дорога вошла в состав Северной железной дороги[1].

## Новый подвижной состав

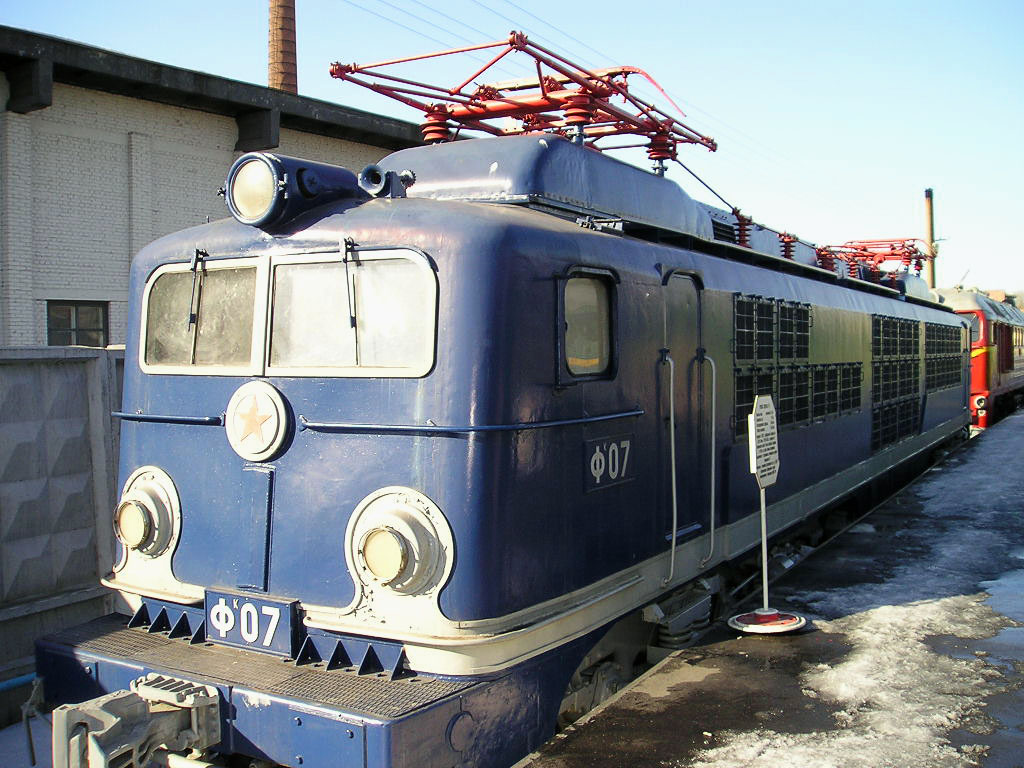
Электровоз серии Ф

- В СССР поступили первые электровозы переменного тока серии Ф, заказанные во Франции.
- НЭВЗ начинает серийный выпуск электровозов переменного тока ВЛ60.
- 31 декабря — на приграничную станцию Брест прибыли два опытных электровоза Г1 (позже ЭО).